# Zienon Komissarienko
Zienon Pietrowicz Komissarienko (ros. Зенон Петрович Комиссаренко; ur. 10 kwietnia 1891 w Symferopolu, zm. 10 grudnia 1980) – radziecki animator, reżyser filmów animowanych.

## Życiorys
W 1919 roku ukończył Wchutiemas. Organizował w Taszkencie szkołę animacji. Na początku lat 20. powrócił do Moskwy, gdzie pracował jako artysta-plakacista. W 1924 roku zorganizował wraz z Juriem Mierkułowem i Nikołajem Chodatajewem pierwszy w ZSRR eksperymentalny warsztat animacji. W latach 1928–1933 pracował w studiu Goswojenkino. W 1934 roku wycofał się z kina, poświęcając się malarstwu, plakatom i karykaturze. Później sporadycznie pracował dla Sojuzdietfilm i Lenkinochronika.

## Wybrana filmografia

### Reżyser
- 1924: Rewolucja międzyplanetarna
- 1925: Chiny w ogniu

### Animator
- 1925: Chiny w ogniu